# Secretaría General de Infraestructuras
La Secretaría General de Infraestructuras (SGI) fue el órgano directivo del Gobierno de España, adscrito al Ministerio de Fomento, que, entre 2004 y 2023, desarrolló las políticas en materia de infraestructuras del transporte por carretera, así como de la planificación y evaluación de la red ferroviaria.

## Historia
La Secretaría General de Infraestructuras fue creada el 19 de abril de 2004 como un órgano intermedio entre la Secretaría de Estado y los órganos de gestión. Esta secretaría general asumía las competencias sobre la administración y gestión de las infraestructuras de carreteras y ferrocarriles.
Las competencias apenas han variado desde entonces, con la salvedad de que en 2012, debido a la crisis económica y a la necesidad de reducir el gasto público, la Dirección General de Infraestructuras Ferroviarias fue suprimida asumiendo la secretaría general sus funciones.
En 2017, la secretaría general amplió su tamaño al crearse en su interior una División de Expropiaciones Ferroviarias y una Subdirección General de Planificación Ferroviaria. Asimismo, desde 2014 se ascribe la secretaría la Agencia Estatal de Seguridad Ferroviaria.
En 2020, se crea un su seno una nueva Dirección General de Planificación y Evaluación de la Red Ferroviaria, que asume todas las competencias y órganos que tenía directamente la Secretaría General relativos a la Red Ferroviaria de Interés General.
Se suprimió en diciembre de 2023, pasando sus funciones sobre infraestructuras del transporte a la Secretaría General de Transporte Terrestre.

## Estructura orgánica
De la Secretaría General dependían los órganos directivos siguientes:
- La Dirección General de Carreteras.
- La Dirección General de Planificación y Evaluación de la Red Ferroviaria.
- El Gabinete Técnico, como órgano de coordinación, apoyo y asistencia inmediata al Secretario General, con nivel orgánico de subdirección general.

### Organismos adscritos
- La Sociedad Estatal de Infraestructuras del Transporte Terrestre, S.M.E., S.A. (SEITT).
- La Agencia Estatal de Seguridad Ferroviaria (AESF).

## Presupuesto
La Secretaría General de Infraestructuras, en su último año fiscal, 2023, tuvo un presupuesto asignado de 4 561 186 640 €. De acuerdo con los Presupuestos Generales del Estado para 2023, la SGI participaba en cuatro programas:
| Nº Programa                                | Programa | Dotación        | Ref.   |
| ------------------------------------------ | --- | --------------- | ------ |
| 453A                                       | Infraestructura del transporte ferroviario a través de la Dirección General de Planificación y Evaluación de la Red Ferroviaria) | 1 733 244 110 € | [ 7 ]  |
| 453B                                       | Creación de infraestructura de carreteras a través de la Dirección General de Carreteras                                         | 1 599 547 100 € | [ 8 ]  |
| 453C                                       | Conservación y explotación de carreteras a través de la Dirección General de Carreteras                                          | 1 211 931 910 € | [ 9 ]  |
| 453N                                       | Regulación y supervisión de la seguridad ferroviaria a través de la Agencia Estatal de Seguridad Ferroviaria                     | 16 463 520 €    | [ 10 ] |
| Total presupuesto de la Secretaría General | Total presupuesto de la Secretaría General                                                                                       | 4 561 186 640 € |        |

## Titular
El Secretario General de Infraestructuras era el Delegado del Gobierno en las sociedades concesionarias de autopistas nacionales de peaje y ejerce las funciones que a este órgano atribuye el ordenamiento vigente, sin perjuicio de las competencias que en el ámbito de control económico-financiero corresponden a la Subsecretaría de Transportes, Movilidad y Agenda Urbana. Dependía directamente del Delegado del Gobierno la Subdelegación del Gobierno en las Sociedades Concesionarias de Autopistas Nacionales de Peaje, con el nivel orgánico que se determine en la relación de puestos de trabajo.
Asimismo, el Secretario General era ex officio presidente de la Agencia Estatal de Seguridad Ferroviaria. 
Los secretarios generales han sido:
| Nombre | Nombre                                | Mandato               | Mandato                | Partido                                  | Ministro(s) | Ministro(s)                                                 |
| ------ | ------------------------------------- | --------------------- | ---------------------- | ---------------------------------------- | ----------- | ----------------------------------------------------------- |
|        | Antonio Monfort Bernat                | 20 de abril de 2004   | 9 de abril de 2005     | Partido Socialista Obrero Español (PSOE) |             | Magdalena Álvarez                                           |
|        | Josefina Cruz Villalón                | 9 de abril de 2005    | 15 de abril de 2008    | Partido Socialista Obrero Español (PSOE) |             | Magdalena Álvarez                                           |
|        | José Damián Santiago Martín           | 15 de abril de 2008   | 25 de febrero de 2009  | Partido Socialista Obrero Español (PSOE) |             | Magdalena Álvarez                                           |
|        | Inmaculada Rodríguez-Piñero Fernández | 18 de abril de 2009   | 15 de octubre de 2011  | Partido Socialista Obrero Español (PSOE) |             | José Blanco López                                           |
|        | José Damián Santiago Martín           | 15 de octubre de 2011 | 25 de febrero de 2012  | Partido Socialista Obrero Español (PSOE) |             | José Blanco López (2011-2012) Ana Pastor Julián (2011-2012) |
|        | Gonzalo Jorge Ferre Moltó             | 25 de febrero de 2012 | 19 de enero de 2013    | Partido Popular (PP)                     |             | Ana Pastor Julián                                           |
|        | Manuel Niño González                  | 2 de marzo de 2013    | 19 de junio de 2018    | Partido Popular (PP)                     |             | Ana Pastor Julián (2013-2016) Íñigo de la Serna (2016-2018) |
|        | José Javier Izquierdo Roncero         | 19 de junio de 2018   | 23 de marzo de 2019    | Partido Socialista Obrero Español (PSOE) |             | José Luis Ábalos                                            |
|        | Julián López Milla                    | 23 de marzo de 2019   | 1 de julio de 2020     | Partido Socialista Obrero Español (PSOE) |             | José Luis Ábalos                                            |
|        | Sergio Vázquez Torrón                 | 1 de julio de 2020    | 12 de enero de 2022    | Partido Socialista Obrero Español (PSOE) |             | José Luis Ábalos                                            |
|        | Francisco Javier Flores García        | 12 de enero de 2022   | 8 de diciembre de 2023 | Partido Socialista Obrero Español (PSOE) |             | Raquel Sánchez Jiménez                                      |